# Shala (woreda)
Pour les articles homonymes, voir Shala.
Shala ou Shalla est un woreda du centre-sud de l'Éthiopie, situé dans la zone Mirab Arsi de la région Oromia, au bord du lac Shala. Il a 149 804 habitants en 2007. Son centre administratif est Aje.

## Géographie
Situé dans l'ouest de la zone Mirab Arsi, dans la vallée du Grand Rift, le woreda Shala est bordé à l'ouest par la rivière Bilate qui le sépare de la région des nations, nationalités et peuples du Sud, au nord par le lac Shala qui le sépare d'Arsi Negele, à l'est par Shashamene, au sud par la région Sidama et au sud-ouest par Siraro.
Son centre administratif, Aje, est desservi par la route Shashamané-Sodo,, vers 2 000 m d'altitude.

## Histoire
Autrefois inclus dans un grand woreda Siraro, le woreda Shala s'en détache probablement en 2007.

## Démographie
Le recensement national de 2007 fait état d'une population de 149 804 habitants dont 5 % de citadins. La plupart (95 %) des habitants sont musulmans, 2 % sont protestants et 2 % sont orthodoxes.
Avec 7 680 habitants en 2007, Aje est la seule agglomération recensée dans le woreda.
En 2022, la population du woreda est estimée à 214 621 personnes avec une densité de population de 283 personnes par km2 et 758 km2 de superficie.